# La 6e, la pire année de ma vie
Pour plus de détails, voir Fiche technique et Distribution.
La 6e, la pire année de ma vie, ou Une nouvelle école : La Pire Épreuve de ma vie au Québec, (Middle School: The Worst Years of My Life) est un film américain réalisé par Steve Carr et sorti en 2016.

## Synopsis
Rafe Khatchadorian, un adolescent passionné de dessin et doté d'une imagination incroyable est transféré au beau milieu de l'année scolaire au Hills Village High School après avoir été expulsé des deux seules autres écoles qui l'accepteraient. Sa mère, Julie ainsi que sa soeur Georgia ne cesse de lui répéter que c'est la toute dernière école du district à l'avoir accepté. Une fois arrivé à sa nouvelle école, il fut très rapidement remarqué par le directeur Dwight, qui est très à cheval sur la discipline. Ce dernier lui expliqua que sa tenue vestimentaire ne respectait pas le règlement. En se rendant à sa salle de classe, il s'arrêta pour parler avec son frère Leo mais leur discussion prit fin lorsque la directrice-adjointe Stricker lui fit rappeler qu'il est interdit de flâner dans les couloirs. Il fit la connaissance de Mr Teller, son professeur connu pour être cool auprès des élèves, mais également de Shon, un gars qui s'amuse à le harceler. Au cours d'une assemblée, pendant les discours des candidats aux élections scolaires, Rafe fut épris d'amour envers Jeanne, une étudiante et unique membre du club d'audiovisuel. Toutefois, Rafe se fit à nouveau remarquer par le directeur Dwight au cours d'une assemblée après qu'un de ses dessins sketch du directeur ait circulé. Envoyé au bureau de ce dernier, le directeur Dwight expliqua à Rafe que l'art n'a pas sa place dans son école et fit lire la règle n°25, que «tout objet présentant du contenu inapproprié et insultant sera confisqué et détruit». Le directeur appela le concierge pour qu'il amène un seau rempli d'acide, mais après que Rafe ait tenté de le supplier, Dwight jeta quand même son calepin dans l'acide.
À la fin de la journée,Leo retrouva Rafe, un peu morose et triste après que Dwight ait détruit ses dessins. Ils discutèrent jusqu'à ce que Carl, le nouveau conjoint de Julie, vint chercher Rafe. Carl surnommé «l'Ours», se montrait très mesquin envers les enfants de sa conjointe. Par exemple, il s'amuse à insulter et malmener le chien de Georgia. Rafe ouvrit le cadeau que son frère Leo lui avait fait mais qu'il n'avait jamais déballé, c'était un nouveau calepin. Au même moment Leo arriva par la fenêtre de la chambre, il vit que son frère ne s'en était pas remis du fait que Dwight ait détruit le calepin de ce dernier. Il proposa alors un plan: durant les huit semaines précédant le test du B.L.A.A.R, ils feront des mauvais coups enfreignant le règlement. Ils appelèrent cela: Opération: les règles ne sont pas pour tout le monde.
Durant les semaines, Rafe et Leo montèrent des coups qui énervèrent les directeurs tel que changer la sonnerie des cours en bruit de pet, recouvrir les couloirs de post-it ou encore mettre de la teinture dans le chapeau de Dwight tout en postant fièrement cela sur les réseaux sociaux de façon anonyme. Après que les deux frères aient changer la vitrine des trophées en un aquarium, le directeur, en colère annonça de nouvelles mesures disciplinaires, comme bloquer l'accès au toilettes, suspendre les activités parascolaires et les élections. En dehors de l'opération: les règles ne sont pas pour tout le monde, Rafe commença à parler de plus en plus et se rapprocher Jeanne. Mais Carl commença à prendre beaucoup de place à accaparer l'attention de Julie qu'elle avait pour ses enfants. Un jours, Mr Teller discuta avec Rafe de ses dessins qu'il avait fait en cours, se montrant admiratif, il lui demanda comment il a pu changer trois fois d'école en une année. Rafe expliqua que ses dernières années étaient assez compliqués, à la suite de la mort de son frère. Mais leur discussion fut interrompu par Dwight.
Une semaine avant le B.L.A.A.R, Dwight et Stricker discutèrent et virent que les résultats de la classe de Mr Teller était juste désastreux. Ce qui faisait baissé Hills Village dans le classement. La directrice-adjointe Stricker eut alors l'idée de profiter des récents mauvais coups pour accuser tous les élèves de la classe de Mr Teller en mettant des fausses preuves puis de les renvoyer. Ainsi, les élèves de cet classe ne passeront pas le B.L.A.A.R et Hills Village montera dans le classement. Un soir, Rafe et Leo mirent de la peinture dans les tuyaux du système d'arrosage en cas d'incendie. Le lendemain, Dwight expliqua à la classe de Mr Teller que les «responsables» des coups seraient dans cet classe et il montra les preuves en ouvrant les casiers des élèves. Puis il suspendit tous les élèves pendant 1 semaines, mais Mr Teller tenta de prendre leurs défenses mais Dwight renvoya également ce dernier. Rafe, se sentant coupable, se dénonça auprès de Dwight. Mais de façon surprenante, il ne changea pas d'avis, au contraire, il dit à Rafe qu'il avait remarqué que certains des élèves sa classe le harcelait. Puis il tenta de faire un marché avec lui, s'il ne dit rien, il ne sera pas suspendu bien que le reste de sa classe prît le blâme. Rafe refusa et déclencha le système d'arrosage et toute la peinture contenue sortit, au grand bonheur des élèves qui dansèrent dans les couloirs, se sentant libres. Dwight renvoya définitivement Rafe.
Rafe et sa mère eurent une longue discussion et tenta d'expliquer que Dwight était sur son dos depuis le premier jour. Ne trouvant plus aucune école aux alentours, sa mère expliqua que Carl avait trouvé un pensionnat militaire et qu'elle comptait visiter le lendemain. En soirée, Rafe lit la lettre que Leo avait laissé sur son lit, prit par les émotions, Rafe versa quelques larmes mais Jeanne frappa à la fenêtre de sa chambre. Il la fit entré et elle montra les enregistrements d'une caméra qu'elle avait caché pour trouver l'auteur des coups. Cette dernière savait que depuis le début, Rafe était derrière ces méfaits. Dans les enregistrements, Rafe se mettait à parler à tout seul à un certain Leo tout en mettant la peinture dans les tuyaux à incendie. Jeanne lui demanda qui était Leo et on apprend la vérité. Le frère décédé que Rafe avait mentionné à Mr Teller était Leo. Il y a de cela un ans, la famille de Rafe fut en deuil après que ce dernier ait succombé d'un cancer. Étant proche et assez complice, Rafe, ne supportant pas l'absence de son frère, s'imaginait qu'il était toujours vivant. Depuis le début, Leo était dans l'imagination de Rafe. Concernant les enregistrements, Jeanne et Rafe virent que le directeur Dwight avait bel et bien mis des fausses preuves dans les casiers des élèves. Ayant une preuve solide, ils devaient faire en sorte que le B.L.A.A.R n'ait pas lieu le lendemain. Jeanne appela quelques élèves tandis que Rafe demanda à Georgia qui savait conduire d'amener Jeanne et son frère à l'école.
Durant la nuit, avec l'aide du concierge, Jeanne, Rafe ainsi que d'autres élèves qui ont été suspendus changèrent les questions du test, placèrent les bureaux à l'extérieur et mirent l'école sens dessus-dessous. Le lendemain, Julie, pensant que son fils était dans sa chambre tenta de le faire sortir pour l'amener visiter le pensionnat. Mais Carl s'en chargea, mais Rafe et Georgia n'étaient pas dans leur chambres. En sortant, Carl poussa un crie d'horreur lorsqu'il vit que sa voiture n'était plus là, Julie pensant qu'il s'inquiétait pour Georgia se rendit compte finalement que Carl s'inquiétait plus pour sa voiture que pour ses enfants. Pendant ce temps, Dwight et Stricker ne comprenant pas comment les bureaux pour le test étaient placés à l'extérieur ne prêtèrent pas attention. Mais un des élèves lu une question à voix haute qui attira l'attention du directeur. En lisant les questions, il vit que les questions des test ont été trafiqués. Puis Rafe qui était dans la foule dénonça ce que Dwight avait fait pour suspendre la classe de Mr Teller tout en montrant la bandes VHS comportant l'enregistrement. Puis une course poursuite au sein du campus eut lieu, mais Rafe parvint à donner les enregistrements à la commissaire qui avait été appelé à Hills Village par Mr Teller à la suite de son renvoie sans justification. Finalement, le directeur Dwight fut congédié ainsi que l'adjointe Stricker. Julie trouva enfin Georgia et Rafe à Hills Village puis Carl vint chercher sa voiture totalement abîmée volontairement par Georgia. Julie rompu avec Carl et elle rentra à la maison avec ses enfants.
Le soir venue, Rafe retourna à nouveau sur le campus de Hills Village où il «rejoignit» Léo afin de célébrer la fin de l'opération Les règles ne sont pas pour tout le monde. Mais Léo lui annonça également qu'il devait partir et qu'il lui tenait compagnie le temp que Rafe se fasse des amis. Ils firent la poignée de main qu'ils avaient spécialement entre eux. Puis (dans l'imagination de Rafe) il imagina que le vaisseau de l'espace qu'il avait dessiné vint chercher son frère avant de lâcher un crie qu'ils avaient créer entre eux. Au même moment, Jeanne qui se promenait dans le campus parla avec Rafe et demanda que signifiait le crie qu'il avait fait. Puis Jeanne expliqua que Rafe n'avait pas en réalité enfreint toutes les règles. En réalité il ne restait plus qu'une règle à enfreindre, la règle n°86 qui interdit tout comportement amoureux. Ils enfreignirent cette règles et s'embrassèrent. L'Opération: les règles ne sont pas pour tout le monde est entièrement accomplie!

## Fiche technique
Sauf indication contraire, les informations mentionnées dans cette section peuvent être confirmées par la base de données cinématographiques IMDb,  présente dans la section « Liens externes ».
- Titre français : La 6e, la pire année de ma vie
- Titre québécois : Une nouvelle école : La Pire Épreuve de ma vie
- Réalisation : Steve Carr
- Scénario : Chris Bowman, Hubbel Palmer, Kara Holden, basé sur les œuvres de James Patterson et Chris Tebbetts
- Direction artistique : Alan Au
- Décors : Melinda Sanders
- Costumes : Cynthia Bergstrom et Olivia Miles
- Photographie : Julio Macat
- Montage : Wendy Greene Bricmont et Craig Herring
- Musique : Jeff Cardoni
- Casting : Nicole Abellera et Jeanne McCarthy
- Production : Leopoldo Gout et Bill Robinson
- Producteurs exécutifs : Steve Bowen , Susan Cartsonis, Michael Flynn, Robert Kessel, James Patterson et Jeff Skoll
- Sociétés de production : CBS Films, Lionsgate, James Patterson Entertainment et Participant Media
- Sociétés de distribution : Metropolitan Filmexport
- Budget : 8,5 millions de dollars[1]
- Pays d'origine :  États-Unis
- Langue originale : anglais
- Genre : Comédie
- Durée : 92 minutes
- Dates de sortie : 
  - États-Unis : 7 octobre 2016

## Distribution
- Griffin Gluck (VFB : Pierre Le Bec ; VQ : Charles Sirard-Blouin) : Rafael « Rafe » Katchadorian
- Lauren Graham (VFB : Myriem Akheddiou ; VQ : Valérie Gagné) : Julie « Jules » Katchadorian
- Alexa Nisenson : Georgia Katchadorian
- Andrew Daly (VFB : Tony Beck ; VQ : Tristan Harvey) : le principal Dwight
- Thomas Barbusca (VFB : Thibaut Delmotte ; VQ : Nicolas Poulin) : Leo
- Retta : la vice-principale Ida Stricker
- Adam Pally (VFB : Sébastien Hébrant ; VQ : Alexandre Fortin) : M. Teller
- Luke Christopher Hardeman : Shon Johnson
- Jessi Goei : Bella
- Jacob Hopkins : Miller
- Isabela Merced (VFB : Aaricia Dubois ; VQ : Fanny-Maude Roy) : Jeanne
- Isabella Amara : Heidi
- Efren Ramirez : Gus
- Rob Riggle (VQ : Benoît Rousseau) : l'Ours ou Carl
- Gemma Forbes : Dana

## Développement

### Production
Le 4 août 2015, il a été annoncé que Steve Carr réaliserait cette adaptation du roman de James Patterson sorti en 2011 et l'écriture du scénario est confié à Chris Bowman et Hubbel Palmer.
L'acteur Griffin Gluck a également été choisi dans le rôle principal en interprétant le personnage de Rafe Khatchadorian, un élève de Hills Village High School. Leopoldo Gout et Bill Robinson était chargé de la production du film avec la société de production CBS Films qui s'occupait des ventes internationales et Lionsgate qui s'occupait de la distribution intérieure de CBS Films.
Le 12 novembre 2015, d'autres acteurs ont été annoncés pour rejoindre le casting du film, dont le scénario a également été écrit par Kara Holden. Il a également été annoncé que James Patterson co-financerait le film via sa propre société de production James Patterson Entertainment avec les soutiens financiers de Participant Media et CBS Films.

### Tournage
Le tournage du film a débuté le 21 novembre 2015 à Atlanta, en Géorgie et s'est terminé le 19 janvier 2016.